# Pozycja dominująca
Pozycja dominująca – szczególna siła rynkowa przedsiębiorcy, która umożliwia mu zapobieganie skutecznej konkurencji na rynku właściwym przez stworzenie mu możliwości działania w znacznym zakresie niezależnie od konkurentów, kontrahentów oraz konsumentów.
W świetle wspólnotowego i polskiego prawa konkurencji nie jest zakazane samo posiadanie pozycji dominującej. Niedozwolone jest natomiast nadużywanie takowej pozycji.
Zgodnie z art. 4 pkt 10 ustawy o ochronie konkurencji i konsumentów domniemywa się, że przedsiębiorca ma pozycję dominującą, jeżeli jego udział w rynku właściwym przekracza 40%.